# Dálnice 7 (Izrael)
Dálnice 7 (hebrejsky: כביש 7, Kviš Ševa) je krátké dálniční spojení v Izraeli, které ve východozápadním směru propojuje v pobřežní planině město Gedera, severojižní Transizraelskou dálnici a dálnici číslo 3.
Byla zprovozněna v březnu 2004. Její úlohou je poskytnout obyvatelům hustě osídlené části pobřežní nížiny okolo měst Gedera a Ašdod spojení s jinými částmi země bez nutnosti projíždět skrz centrální sekce aglomerace Tel Avivu (Guš Dan). Tento první sedmikilometrový úsek postavila firma Derech Erec nákladem 70 500 000 NIS.